# Позабременяла
„Позабременяла“ (на английски: Knocked Up) е щатска романтична комедия от 2007 г., написанa и режисиранa от Джъд Апатоу, и във филма участват Сет Роугън, Катрин Хайгъл, Пол Ръд и Лесли Ман. Филмът е пуснат на 1 юни 2007 г.

## Актьорски състав
| Актьор          | Роля              |
| --------------- | ----------------- |
| Сет Роугън      | Бен Стоун         |
| Катрин Хайгъл   | Алисън Скот       |
| Пол Ръд         | Пийт              |
| Лесли Ман       | Деби              |
| Джей Барушел    | Джей              |
| Джона Хил       | Джона             |
| Мартин Стар     | Мартин            |
| Шарлийн Ий      | Джоди             |
| Айрис Апатоу    | Шарлот            |
| Мод Апатоу      | Сади              |
| Харолд Реймис   | Харис Стоун       |
| Джоана Кърнс    | Госпожа Скот      |
| Алън Тюдик      | Джак              |
| Кристен Уиг     | Джил              |
| Бил Хейдър      | Брент             |
| Кен Джонг       | Доктор Куни       |
| Жан-Пол Ману    | Доктор Анджело    |
| Тим Багли       | Доктор Пелагрино  |
| Би Джей Новак   | Доктор            |
| Мо Колинс       | Доктор            |
| Лаудън Уейнрайт | Доктор Хауърд     |
| Адам Скот       | Самюъл            |
| Крейг Робинсън  | Вратар на клуб    |
| Тами Сагхър     | Гардебориерка     |
| Сторми Даниелс  | Танцьорка в скута |
| Ник Тюн         | Приятел на Алис   |

## В България
В България филмът е пуснат на 3 август 2007 г., и по-късно е издаден на DVD от 19 ноември 2007 г. от „Прооптики“.
На 3 септември 2011 г. е излъчен за първи път по „Нова телевизия“.
На 4 ноември 2017 г. се излъчва и по каналите на „Фокс“.
Дублажи
| Озвучаващи артисти  | Даниела Йорданова Ани Василева Силви Стоицов Симеон Владов Димитър Иванчев |
| Преводач            | Даяна Иванова                                                              |
| Тонрежисьор         | Цветомир Цветков                                                           |
| Режисьор на дублажа | Димитър Кръстев                                                            |

| Преводач            | Дина Колева                                                                         |
| Редактор            | Милена Павлова                                                                      |
| Тонрежисьор         | Галина Наумова                                                                      |
| Режисьор на дублажа | Чавдар Монов                                                                        |
| Озвучаващи артисти  | Даниела Йорданова Гергана Стоянова Александър Воронов Симеон Владов Димитър Иванчев |